# Суббараман Виджаялакшми
Суббараман Виджаялакшми (род. 25 марта 1979, Нью-Дели) — индийская шахматистка, гроссмейстер (2001) среди женщин и международный мастер (2001), ставшая первой женщиной в стране, получившей данные звания.
В составе сборной Индии участница четырёх Олимпиад (1998—2004), 6-го командного чемпионата мира (2017) в Ханты-Мансийске и двух командных чемпионатов Азии (1999—2003). На Олимпиадах (2000—2002) дважды показывала второй результат в личном зачёте.

## Изменения рейтинга
| Графики недоступны из-за технических проблем. См. информацию на Фабрикаторе и на mediawiki.org. |